# Піпа Олександр Вікторович

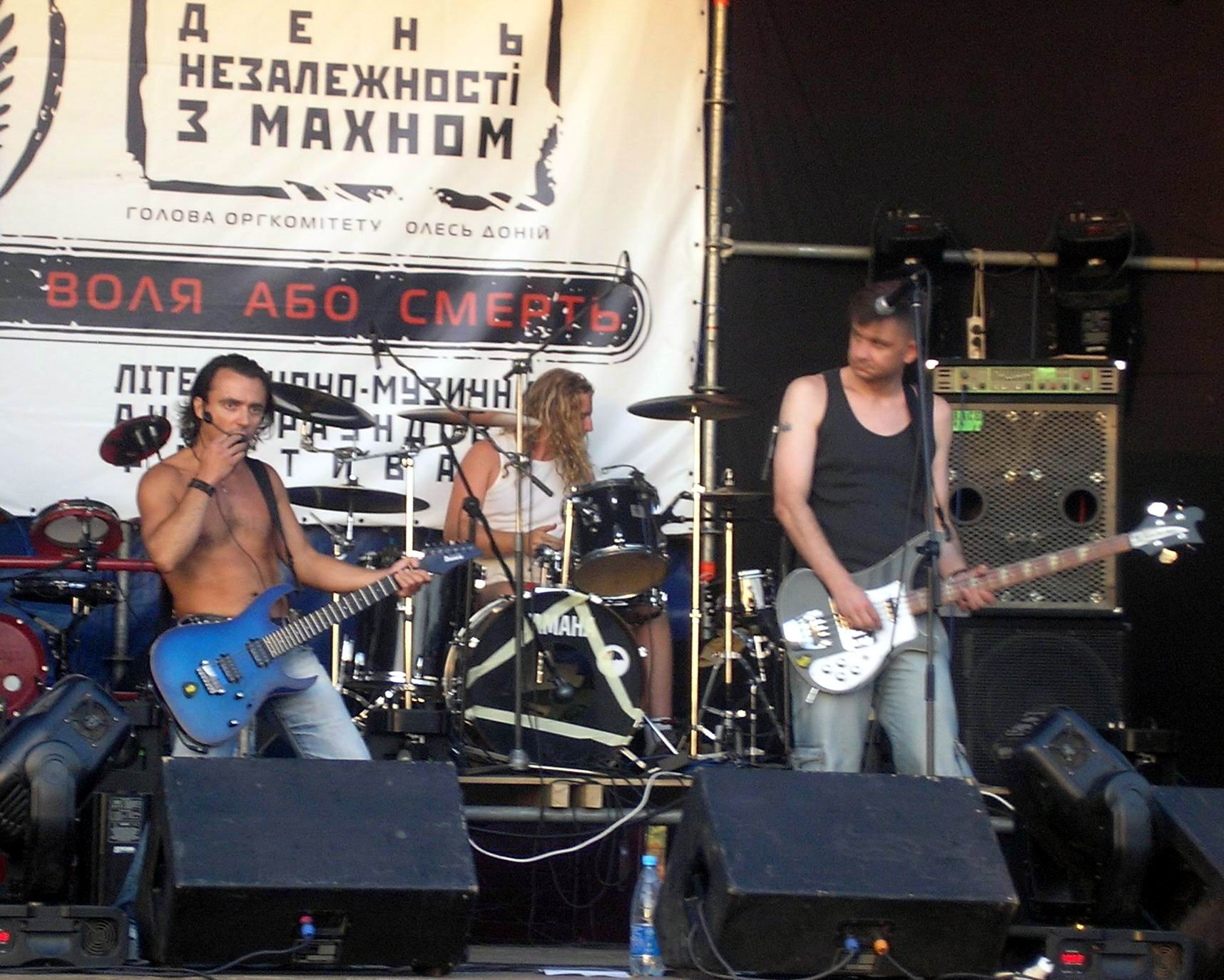
Піпа справа, Гуляйполе, 2007

Олекса́ндр Ві́кторович Пі́па (*24 березня 1966, Київ) — український музикант, співак. Один із засновників (разом із гітаристом Юрієм Здоренком) гурту «Воплі Відоплясова», довголітній бас-гітарист і бек-вокаліст цього гурту (у 1986—2007 роках).
Саме Піпа запропонував назву гурту — «Воплі Відоплясова», оскільки тоді зачитувався Достоєвським.

## Грав у колективах
- гурт «Вертикаль»
- гурт «SOS»
- гурт «Воплі Відоплясова»
- гурт «Ashtray Hearts» (Франція)
- гурт «Борщ»
- гурт «@Traktor» (Оф. сайт)

## Альбоми
- 2001 Олександр Піпа — перший і єдиний сольний альбом Олександра Піпи.

## 2014
Був активним учасником Євромайдану. Разом з іншими українськими музикантами в ніч на 1 грудня 2013 записав кліп на пісню «Kozak System» «Брат за брата» (слова Сашка Положинського), в якому кадри з музикантами в студії звукозапису чергуються з відео з протестів на Євромайдані і побиттям студентів у ніч на 1 грудня. 18 лютого 2014 року під час протистоянь протестувальників з силовими структурами «беркути» йому зламали ногу.